# 龍形派
龍形派，又稱龍形拳，廣東拳術，為中國武術流派之一，屬於少林寺南拳分支，是廣東非物質文化遺產。

## 源流
“东江老虎”之称的惠州人林耀桂吸收、融合金华寺海丰翁、罗浮山华首台大玉禅师等人的武学所始创，取意“矫若游龙，捷如猛虎”。现主要分布于惠州市小金口的金鸡、白石、柏岗三地，并盛行于香港。

## 介紹
龙形拳的运动特点讲究气势、椿势及三尖相对（拳尖对鼻尖、肘尖对膝尖、膝尖对脚尖），马步不丁不八，既长于手法，又善于腿法，技击多短打近攻，动作勇猛刚劲而又不失柔韧灵活。其手法以粘、摩、化、拿、劈为主，劲力沉实迅猛，有“标、弹、沉、戳、化”五劲，而以暗劲、寸劲见长；身法有吞、吐、浮、沉、圆、扁、伏，强调两肘护肋、两拳护心、两腿护裆，含胸、敛臀、沉肩、坠肘、实腹、气沉丹田；腿法主要运用提、弹、踢、踹、蹬、勾、扫、撩等，高踢和腾空跳跃动作较少；步法有直迫步、双马步、三角步、虚实步等，做到虚中有实、实中有虚。在技法上以腿法、身法、手法相配合，强调步到、身到、手到。

## 套路
龍形派弟子入門拜師，先傳授基礎套路，以十六動開拳。當弟子學習初級套路一段時間，通過考核，經入室弟子儀式，才可傳授深化套路，以龍形摩橋開拳。
基礎套路基本功 ： 十六動 、 壓馬 (三角馬) 、 擸擸扣 (內外黐手) 、 摩級手 (摩橋手) 、散手七式 、十字拳等
初級套路 : 三通過橋 、四門齊 、猛虎跳牆 、 三馬齊 、 單鞭救主 、 鷹爪 、 單刀匹馬 、 龍形碎橋 、 迫步碎橋 、 四門迫打
深化套路 ： 龍形摩橋 、 毒蛇舔脷 、 毒蛇吐氣 、 化勁(極) 、 立(擸)五形 、 五馬歸糟 、 梅花七路
器械 : 鐵尺 、 四門板凳 、四門鋤頭 、春秋大刀 、四門梅花雙刀 、蝴蝶雙刀 、四門大扒 、三師大扒 (元，合，俄師) 、四門挑打梅花棍 、雪花蓋頂棍 (客家挑) 、黃龍穿心棍。

## 來源
1. 1 2  .   [2022-12-26]. （原始内容存档于2022-12-26）.
2. ↑  .   [2022-12-26]. （原始内容存档于2022-12-26）.